# Каури, Ханс
Ханс Каури (до 1935 года Ханс Мюльберг эст. Hans Mühlberg; 1906, Маяла — 1999, Стокгольм) — эстонский энтомолог, зоолог и политик. Занимался и другими фаунистическими группами, особенно арахнидами. С 1968 по 1970 год был президентом Норвежского энтомологического общества.

## Биография
Изучал зоологию в Эстонии, в Тартуском университете. Интересовался стрекозами. Его ранняя научная работа погибла в пожаре во время Второй мировой войны. Докторскую диссертацию учёного, посвящённую паукам, постигла та же судьба. С 1938 по 1940 год он был учёным секретарем Академии наук Эстонии. Когда в 1944 году войска СССР вошли в Эстонию, Каури был вынужден покинуть её и прибыл в Стокгольм. Там он начал работать в университете и защитил докторскую диссертацию по амфибиям (хотя занимался слепнями). По его инициативе в изгнании было создано Эстонское общество естествоиспытателей, где он являлся учёным секретарем.
Активно участвовал в проекте по изучению высокогорных видов насекомых с плато Хардангервидда, который стартовал в 1969 году.
Переехав в Норвегию, работал в зоологическом музее в Бергене. После выхода на пенсию в 1976 году продолжал заниматься наукой. В 1998 году опубликовал обзор пауков плато Хардангервидда.
Он был председателем правления Шведской ассоциации эстонцев в 1963—1967, 1974—1975 и 1977—1979 годах.
В честь Каури назван вид слепней.